# Список президентів та віцепрезидентів Швейцарії

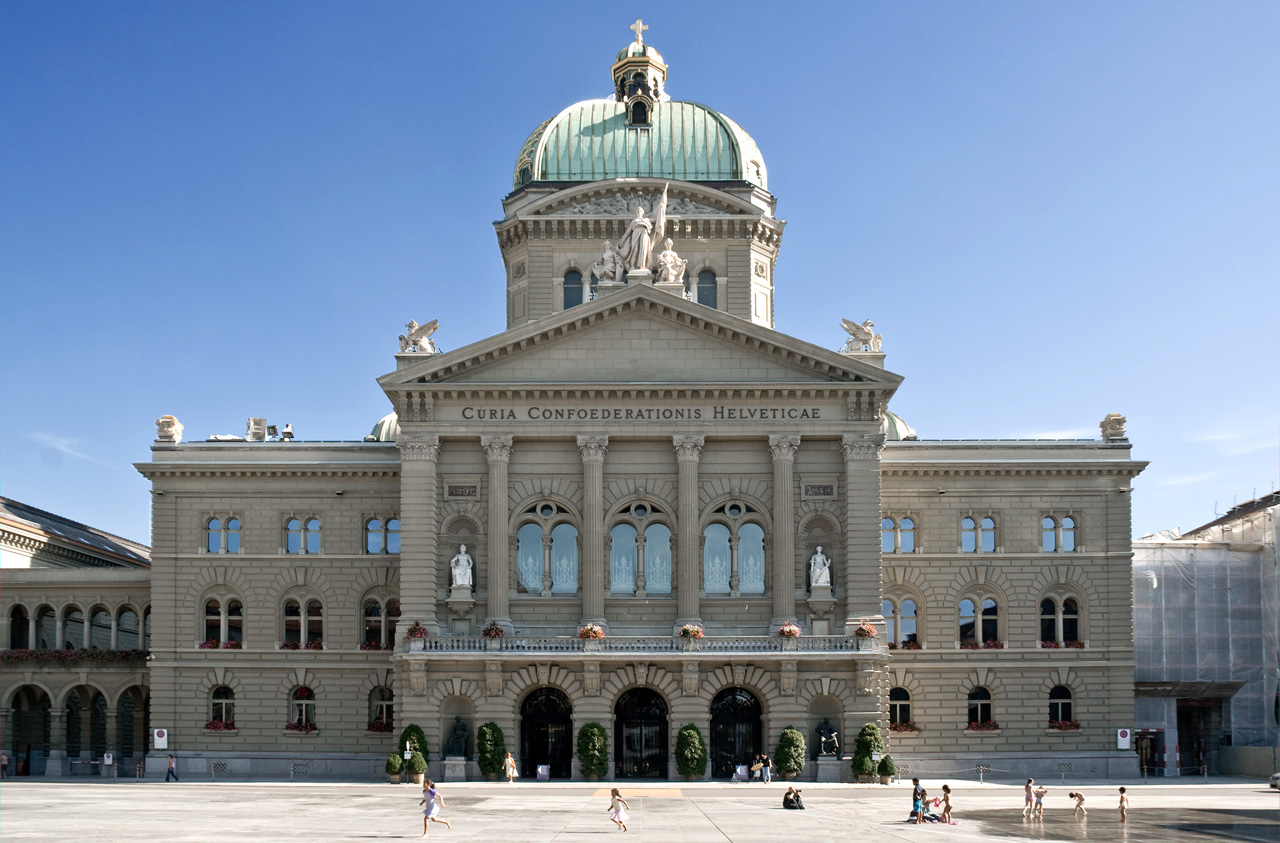
Будівля Федерального палацу у Берні

У списку швейцарських представлені всі федеральні президенти та віцепрезиденти Швейцарської Конфедерації з часу заснування федеральної держави 1848 року.
На відміну від федерального президента сусідніх країн, зокрема Австрії чи Німеччини, федеральний президент Швейцарії не є главою держави; він також не є главою уряду. Федеральна конституція передбачає, що всі справи вирішуються всією Федеральною радою колегіально. У разі рівного результату при голосуванні федеральний президент має вирішальний голос як «primus inter pares». Президент головує на засіданнях Федеральної ради Швейцарії.
Цю посаду розглядаєють як «несуттєву», оскільки федеральний президент продовжує повноцінно керувати своїм департаментом і виконує там свої обов'язки. Крім того, є лише декілька представницьких повноважень, переважно за кордоном, зокрема у Німеччині. Наприклад, 1 серпня федеральний президент виступає з офіційними промовами на радіо та телебаченні до Нового року або до Швейцарського національного свята. Він також проводить традиційну новорічну зустріч Дипломатичного корпусу у Федеральному палаці.
Федеральний президент обирається щороку Федеральними зборами у другу середу зимової сесії. Пряме переобрання після закінчення терміну повноважень неможливе, оскільки застосовують неписане правило, згідно з яким федеральний радник, який не обіймав цю посаду найдовше, стає президентом.

## Умовні позначення таблиці
- Рік: Рік повноважень президента. Щоб отримати детальнішу інформацію про зміни у віцепрезидентах упродовж року, натисніть на відповідну статтю.
- Президент: Фото, повне ім'я та рік народження та смерті.
- Партія: Політичні партії[de] президентів. Стовпець кожного президента виділено кольором відповідно до наведеної нижче схеми;
  - Світло-блакитний: Вільна демократична партія з 1894 по 2008 рік: Вільна демократична партія[de], до 1894 року групи вільнодумців, лібералів та радикалів, які називались «вільнодумцями»[3].
  - Помаранчевий: Християнсько-демократична народна партія
  - Темно-блакитний: Ліберальна партія[de]
  - Зелений: Народна партія, Партія селян, ремісників та бюргерів[de]
  - Червоний: Соціал-демократична партія
  - Жовтий: Консервативно-демократична партія[de]
  - Яскраво-помаранчевий: Центр
- Віцепрезидент/партія: повне ім'я віцепрезидента, його партії та фото.

## Список усіх федеральних президентів та федеральних віцепрезидентів
| Рік       | Президент  | Президент                         | Президент                                | Президент | Віцепрезидент              | Віцепрезидент                            | Віцепрезидент                            |
| Рік       | Зображення | Ім'я (Роки життя)                 | Партія                                   | Обрання   | Зображення                 | Ім'я (Роки життя)                        | Партія                                   |
| --------- | ---------- | --------------------------------- | ---------------------------------------- | --------- | -------------------------- | ---------------------------------------- | ---------------------------------------- |
| 1848 1849 |            | Йонас Фуррер (1805—1861)          | Вільнодумці                              | 1         |                            | Анрі Дрюе (1799—1855)                    | Вільнодумці                              |
| 1850      |            | Анрі Дрюе (1799—1855)             | Вільнодумці                              | 1         |                            | Йозеф Мунцінгер (1791—1855)              | Вільнодумці                              |
| 1851      |            | Йозеф Мунцінгер (1791—1855)       | Вільнодумці                              | 1         |                            | Йонас Фуррер (1805—1861)                 | Вільнодумці                              |
| 1852      |            | Йонас Фуррер (1805—1861)          | Вільнодумці                              | 2         |                            | Вільгельм Матіас Нефф (1802—1881)        | Вільнодумці                              |
| 1853      |            | Вільгельм Матіас Нефф (1802—1881) | Вільнодумці                              | 1         |                            | Фрідріх Фрай-Ерозе (1801—1873)           | Вільнодумці                              |
| 1854      |            | Фрідріх Фрай-Ерозе (1801—1873)    | Вільнодумці                              | 1         |                            | Ульріх Оксенбайн (1811—1890)             | Вільнодумці                              |
| 1855      |            | Йонас Фуррер (1805—1861)          | Вільнодумці                              | 3         |                            | Якоб Штемпфлі (1820—1879)                | Вільнодумці                              |
| 1856      |            | Якоб Штемпфлі (1820—1879)         | Вільнодумці                              | 1         |                            | Констан Форнеро (1819—1899)              | Вільнодумці                              |
| 1857      |            | Констан Форнеро (1819—1899)       | Вільнодумці                              | 1         |                            | Йонас Фуррер (1805—1861)                 | Вільнодумці                              |
| 1858      |            | Йонас Фуррер (1805—1861)          | Вільнодумці                              | 4         |                            | Якоб Штемпфлі (1820—1879)                | Вільнодумці                              |
| 1859      |            | Якоб Штемпфлі (1820—1879)         | Вільнодумці                              | 2         |                            | Фрідріх Фрай-Ерозе (1801—1873)           | Вільнодумці                              |
| 1860      |            | Фрідріх Фрай-Ерозе (1801—1873)    | Вільнодумці                              | 2         |                            | Йозеф Мартін Кнюзель (1813—1889)         | Вільнодумці                              |
| 1861      |            | Йозеф Мартін Кнюзель (1813—1889)  | Вільнодумці                              | 1         |                            | Якоб Штемпфлі (1820—1879)                | Вільнодумці                              |
| 1862      |            | Якоб Штемпфлі (1820—1879)         | Вільнодумці                              | 3         |                            | Констан Форнеро (1819—1899)              | Вільнодумці                              |
| 1863      |            | Констан Форнеро (1819—1899)       | Вільнодумці                              | 2         |                            | Якоб Дубс (1822—1879)                    | Вільнодумці                              |
| 1864      |            | Якоб Дубс (1822—1879)             | Вільнодумці                              | 1         |                            | Карл Шенк (1823—1895)                    | Вільнодумці                              |
| 1865      |            | Карл Шенк (1823—1895)             | Вільнодумці                              | 1         |                            | Йозеф Мартін Кнюзель (1813—1889)         | Вільнодумці                              |
| 1866      |            | Йозеф Мартін Кнюзель (1813—1889)  | Вільнодумці                              | 2         |                            | Констан Форнеро (1819—1899)              | Вільнодумці                              |
| 1867      |            | Констан Форнеро (1819—1899)       | Вільнодумці                              | 3         |                            | Якоб Дубс (1822—1879)                    | Вільнодумці                              |
| 1868      |            | Якоб Дубс (1822—1879)             | Вільнодумці                              | 2         |                            | Еміль Вельті (1825—1899)                 | Вільнодумці                              |
| 1869      |            | Еміль Вельті (1825—1899)          | Вільнодумці                              | 1         |                            | Віктор Рюффі (1823—1869)                 | Вільнодумці                              |
| 1870      |            | Якоб Дубс (1822—1879)             | Вільнодумці                              | 3         |                            | Карл Шенк (1823—1895)                    | Вільнодумці                              |
| 1871      |            | Карл Шенк (1823—1895)             | Вільнодумці                              | 1         |                            | Еміль Вельті (1825—1899)                 | Вільнодумці                              |
| 1872      |            | Еміль Вельті (1825—1899)          | Вільнодумці                              | 2         |                            | Поль Серезоль (1832—1905)                | Вільнодумці                              |
| 1873      |            | Поль Серезоль (1832—1905)         | Вільнодумці                              | 1         |                            | Карл Шенк (1823—1895)                    | Вільнодумці                              |
| 1874      |            | Карл Шенк (1823—1895)             | Вільнодумці                              | 3         |                            | Еміль Вельті (1825—1899)                 | Вільнодумці                              |
| 1875      |            | Йоганн Якоб Шерер (1825—1878)     | Вільнодумці                              | 1         |                            | Ежен Борель (1832—1892)                  | Вільнодумці                              |
| 1876      |            | Еміль Вельті (1825—1899)          | Вільнодумці                              | 3         |                            | Йоахім Геер (1825—1879)                  | Вільнодумці                              |
| 1877      |            | Йоахім Геер (1825—1879)           | Вільнодумці                              | 1         |                            | Карл Шенк (1823—1895)                    | Вільнодумці                              |
| 1878      |            | Карл Шенк (1823—1895)             | Вільнодумці                              | 4         |                            | Бернгард Гаммер (1822—1907)              | Вільнодумці                              |
| 1879      |            | Бернгард Гаммер (1822—1907)       | Вільнодумці                              | 1         |                            | Еміль Вельті (1825—1899)                 | Вільнодумці                              |
| 1880      |            | Еміль Вельті (1825—1899)          | Вільнодумці                              | 4         |                            | Фрідолін Андерверт (1828—1880)           | Вільнодумці                              |
| 1881      |            | Нюма Дро (1844—1899)              | Вільнодумці                              | 1         |                            | Сімон Бав'є (1825—1896)                  | Вільнодумці                              |
| 1882      |            | Сімон Бав'є (1825—1896)           | Вільнодумці                              | 1         |                            | Луї Рюшонне (1834—1893)                  | Вільнодумці                              |
| 1883      |            | Луї Рюшонне (1834—1893)           | Вільнодумці                              | 1         |                            | Еміль Вельті (1825—1899)                 | Вільнодумці                              |
| 1884      |            | Еміль Вельті (1825—1899)          | Вільнодумці                              | 5         |                            | Карл Шенк (1823—1895)                    | Вільнодумці                              |
| 1885      |            | Карл Шенк (1823—1895)             | Вільнодумці                              | 5         |                            | Адольф Дойхер (1831—1912)                | Вільнодумці                              |
| 1886      |            | Адольф Дойхер (1831—1912)         | Вільнодумці                              | 1         |                            | Нюма Дро (1844—1899)                     | Вільнодумці                              |
| 1887      |            | Нюма Дро (1844—1899)              | Вільнодумці                              | 2         |                            | Вільгельм Гертенштайн (1825—1888)        | Вільнодумці                              |
| 1888      |            | Вільгельм Гертенштайн (1825—1888) | Вільнодумці                              | 1         |                            | Бернгард Гаммер (1822—1907)              | Вільнодумці                              |
| 1889      |            | Бернгард Гаммер (1822—1907)       | Вільнодумці                              | 2         |                            | Луї Рюшонне (1834—1893)                  | Вільнодумці                              |
| 1890      |            | Луї Рюшонне (1834—1893)           | Вільнодумці                              | 2         |                            | Еміль Вельті (1825—1899)                 | Вільнодумці                              |
| 1891      |            | Еміль Вельті (1825—1899)          | Вільнодумці                              | 6         |                            | Вальтер Гаузер (1837—1902)               | Вільнодумці                              |
| 1892      |            | Вальтер Гаузер (1837—1902)        | Вільнодумці                              | 1         |                            | Карл Шенк (1823—1895)                    | Вільнодумці                              |
| 1893      |            | Карл Шенк (1823—1895)             | Вільнодумці                              | 6         |                            | Еміль Фрай (1838—1922)                   | Вільнодумці                              |
| 1894      |            | Еміль Фрай (1838—1922)            | Вільна демократична партія               | 1         |                            | Йозеф Цемп (1834—1908)                   | Християнсько-демократична народна партія |
| 1895      |            | Йозеф Цемп (1834—1908)            | Християнсько-демократична народна партія | 1         |                            | Адрієн Лашеналь (1849—1918)              | Вільна демократична партія               |
| 1896      |            | Адрієн Лашеналь (1849—1918)       | Вільна демократична партія               | 1         |                            | Адольф Дойхер (1831—1912)                | Вільна демократична партія               |
| 1897      |            | Адольф Дойхер (1831—1912)         | Вільна демократична партія               | 2         |                            | Єжен Рюффі (1854—1819)                   | Вільна демократична партія               |
| 1898      |            | Єжен Рюффі (1854—1819)            | Вільна демократична партія               | 1         |                            | Едуард Мюллер (1848—1919)                | Вільна демократична партія               |
| 1899      |            | Едуард Мюллер (1848—1919)         | Вільна демократична партія               | 1         |                            | Вальтер Гаузер (1837—1902)               | Вільна демократична партія               |
| 1900      |            | Вальтер Гаузер (1837—1902)        | Вільна демократична партія               | 2         |                            | Ернст Бреннер (1856—1911)                | Вільна демократична партія               |
| 1901      |            | Ернст Бреннер (1856—1911)         | Вільна демократична партія               | 1         |                            | Йозеф Цемп (1834—1908)                   | Християнсько-демократична народна партія |
| 1902      |            | Йозеф Цемп (1834—1908)            | Християнсько-демократична народна партія | 2         |                            | Адольф Дойхер (1831—1912)                | Вільна демократична партія               |
| 1903      |            | Адольф Дойхер (1831—1912)         | Вільна демократична партія               | 3         |                            | Роберт Комтес (1847—1922)                | Вільна демократична партія               |
| 1904      |            | Роберт Комтес (1847—1922)         | Вільна демократична партія               | 1         |                            | Марк-Еміль Рюше (1853—1912)              | Вільна демократична партія               |
| 1905      |            | Марк-Еміль Рюше (1853—1912)       | Вільна демократична партія               | 1         |                            | Людвіг Форрер (1845—1921)                | Вільна демократична партія               |
| 1906      |            | Людвіг Форрер (1845—1921)         | Вільна демократична партія               | 1         |                            | Едуард Мюллер (1848—1919)                | Вільна демократична партія               |
| 1907      |            | Едуард Мюллер (1848—1919)         | Вільна демократична партія               | 2         |                            | Ернст Бреннер (1856—1911)                | Вільна демократична партія               |
| 1908      |            | Ернст Бреннер (1856—1911)         | Вільна демократична партія               | 2         |                            | Йозеф Цемп (1834—1908)                   | Християнсько-демократична народна партія |
| 1908      |            | Ернст Бреннер (1856—1911)         | Вільна демократична партія               | 2         | Адольф Дойхер (1831—1912)  | Вільна демократична партія               |                                          |
| 1909      |            | Адольф Дойхер (1831—1912)         | Вільна демократична партія               | 4         |                            | Роберт Комтес (1847—1922)                | Вільна демократична партія               |
| 1910      |            | Роберт Комтес (1847—1922)         | Вільна демократична партія               | 2         |                            | Марк-Еміль Рюше (1853—1912)              | Вільна демократична партія               |
| 1911      |            | Марк-Еміль Рюше (1853—1912)       | Вільна демократична партія               | 2         |                            | Людвіг Форрер (1845—1921)                | Вільна демократична партія               |
| 1912      |            | Людвіг Форрер (1845—1921)         | Вільна демократична партія               | 2         |                            | Едуард Мюллер (1848—1919)                | Вільна демократична партія               |
| 1913      |            | Едуард Мюллер (1848—1919)         | Вільна демократична партія               | 3         |                            | Артур Гоффманн (1857—1927)               | Вільна демократична партія               |
| 1914      |            | Артур Гоффманн (1857—1927)        | Вільна демократична партія               | 1         |                            | Джузеппе Мотта (1871—1940)               | Християнсько-демократична народна партія |
| 1915      |            | Джузеппе Мотта (1871—1940)        | Християнсько-демократична народна партія | 1         |                            | Каміль Декоппе (1862—1925)               | Вільна демократична партія               |
| 1916      |            | Каміль Декоппе (1862—1925)        | Вільна демократична партія               | 1         |                            | Едмунд Шультес (1868—1944)               | Вільна демократична партія               |
| 1917      |            | Едмунд Шультес (1868—1944)        | Вільна демократична партія               | 1         |                            | Фелікс Калондер (1863—1952)              | Вільна демократична партія               |
| 1918      |            | Фелікс Калондер (1863—1952)       | Вільна демократична партія               | 1         |                            | Едуард Мюллер (1848—1919)                | Вільна демократична партія               |
| 1919      |            | Гюстав Адор (1845—1928)           | Ліберальна партія                        | 1         |                            | Джузеппе Мотта (1871—1940)               | Християнсько-демократична народна партія |
| 1920      |            | Джузеппе Мотта (1871—1940)        | Християнсько-демократична народна партія | 2         |                            | Едмунд Шультес (1868—1944)               | Вільна демократична партія               |
| 1921      |            | Едмунд Шультес (1868—1944)        | Вільна демократична партія               | 2         |                            | Роберт Гааб (1865—1939)                  | Вільна демократична партія               |
| 1922      |            | Роберт Гааб (1865—1939)           | Вільна демократична партія               | 1         |                            | Карл Шерер (1872—1929)                   | Вільна демократична партія               |
| 1923      |            | Карл Шерер (1872—1929)            | Вільна демократична партія               | 1         |                            | Ернест Шуар (1857—1942)                  | Вільна демократична партія               |
| 1924      |            | Ернест Шуар (1857—1942)           | Вільна демократична партія               | 1         |                            | Жан-Марі Мюзі (1876—1952)                | Християнсько-демократична народна партія |
| 1925      |            | Жан-Марі Мюзі (1876—1952)         | Християнсько-демократична народна партія | 1         |                            | Генріх Геберлін (1868—1947)              | Вільна демократична партія               |
| 1926      |            | Генріх Геберлін (1868—1947)       | Вільна демократична партія               | 1         |                            | Джузеппе Мотта (1871—1940)               | Християнсько-демократична народна партія |
| 1927      |            | Джузеппе Мотта (1871—1940)        | Християнсько-демократична народна партія | 3         |                            | Едмунд Шультес (1868—1944)               | Вільна демократична партія               |
| 1928      |            | Едмунд Шультес (1868—1944)        | Вільна демократична партія               | 3         |                            | Роберт Гааб (1865—1939)                  | Вільна демократична партія               |
| 1929      |            | Роберт Гааб (1865—1939)           | Вільна демократична партія               | 2         |                            | Карл Шерер (1872—1929)                   | Вільна демократична партія               |
| 1930      |            | Жан-Марі Мюзі (1876—1952)         | Християнсько-демократична народна партія | 2         |                            | Генріх Геберлін (1868—1947)              | Вільна демократична партія               |
| 1931      |            | Генріх Геберлін (1868—1947)       | Вільна демократична партія               | 2         |                            | Джузеппе Мотта (1871—1940)               | Християнсько-демократична народна партія |
| 1932      |            | Джузеппе Мотта (1871—1940)        | Християнсько-демократична народна партія | 4         |                            | Едмунд Шультес (1868—1944)               | Вільна демократична партія               |
| 1933      |            | Едмунд Шультес (1868—1944)        | Вільна демократична партія               | 4         |                            | Марсель Піле-Гола (1889—1958)            | Вільна демократична партія               |
| 1934      |            | Марсель Піле-Гола (1889—1958)     | Вільна демократична партія               | 1         |                            | Рудольф Мінгер (1881—1955)               | Партія селян, ремісників та бюргерів     |
| 1935      |            | Рудольф Мінгер (1881—1955)        | Партія селян, ремісників та бюргерів     | 1         |                            | Альбрет Маєр (1870—1953)                 | Вільна демократична партія               |
| 1936      |            | Альбрет Маєр (1870—1953)          | Вільна демократична партія               | 1         |                            | Джузеппе Мотта (1871—1940)               | Християнсько-демократична народна партія |
| 1937      |            | Джузеппе Мотта (1871—1940)        | Християнсько-демократична народна партія | 5         |                            | Йоганес Бауман (1874—1953)               | Вільна демократична партія               |
| 1938      |            | Йоганес Бауман (1874—1953)        | Вільна демократична партія               | 1         |                            | Філіп Еттер (1891—1977)                  | Християнсько-демократична народна партія |
| 1939      |            | Філіп Еттер (1891—1977)           | Християнсько-демократична народна партія | 1         |                            | Марсель Піле-Гола (1889—1958)            | Вільна демократична партія               |
| 1940      |            | Марсель Піле-Гола (1889—1958)     | Вільна демократична партія               | 1         |                            | Герман Обрехт (1882—1940)                | Вільна демократична партія               |
| 1940      |            | Марсель Піле-Гола (1889—1958)     | Вільна демократична партія               | 1         | Рудольф Мінгер (1881—1955) | Партія селян, ремісників та бюргерів     |                                          |
| 1941      |            | Ернст Веттер (1877—1963)          | Вільна демократична партія               | 1         |                            | Філіп Еттер (1891—1977)                  | Християнсько-демократична народна партія |
| 1942      |            | Філіп Еттер (1891—1977)           | Християнсько-демократична народна партія | 2         |                            | Енріко Челіо (1889—1980)                 | Християнсько-демократична народна партія |
| 1943      |            | Енріко Челіо (1889—1980)          | Християнсько-демократична народна партія | 1         |                            | Вальтер Штампфлі (1884—1965)             | Вільна демократична партія               |
| 1944      |            | Вальтер Штампфлі (1884—1965)      | Вільна демократична партія               | 1         |                            | Марсель Піле-Гола (1889—1958)            | Вільна демократична партія               |
| 1945      |            | Едуард фон Штайгер (1881—1962)    | Партія селян, ремісників та бюргерів     | 1         |                            | Карл Кобельт (1891—1968)                 | Вільна демократична партія               |
| 1946      |            | Карл Кобельт (1891—1968)          | Вільна демократична партія               | 1         |                            | Філіп Еттер (1891—1977)                  | Християнсько-демократична народна партія |
| 1947      |            | Філіп Еттер (1891—1977)           | Християнсько-демократична народна партія | 3         |                            | Енріко Челіо (1889—1980)                 | Християнсько-демократична народна партія |
| 1948      |            | Енріко Челіо (1889—1980)          | Християнсько-демократична народна партія | 1         |                            | Ернст Нобс (1886—1957)                   | Соціал-демократична партія               |
| 1949      |            | Ернст Нобс (1886—1957)            | Соціал-демократична партія               | 1         |                            | Макс Петіп'єр (1899—1994)                | Вільна демократична партія               |
| 1950      |            | Макс Петіп'єр (1899—1994)         | Вільна демократична партія               | 1         |                            | Едуард фон Штайгер (1881—1962)           | Партія селян, ремісників та бюргерів     |
| 1951      |            | Едуард фон Штайгер (1881—1962)    | Партія селян, ремісників та бюргерів     | 2         |                            | Карл Кобельт (1891—1968)                 | Вільна демократична партія               |
| 1952      |            | Карл Кобельт (1891—1968)          | Вільна демократична партія               | 2         |                            | Філіп Еттер (1891—1977)                  | Християнсько-демократична народна партія |
| 1953      |            | Філіп Еттер (1891—1977)           | Християнсько-демократична народна партія | 4         |                            | Рудольф Рюбатель (1896—1961)             | Вільна демократична партія               |
| 1954      |            | Рудольф Рюбатель (1896—1961)      | Вільна демократична партія               | 1         |                            | Ернст Ешер (1885—1954)                   | Християнсько-демократична народна партія |
| 1955      |            | Макс Петіп'єр (1899—1994)         | Вільна демократична партія               | 2         |                            | Маркус Фельдман (1897—1959)              | Партія селян, ремісників та бюргерів     |
| 1956      |            | Маркус Фельдман (1897—1959)       | Партія селян, ремісників та бюргерів     | 1         |                            | Ганс Штройлі (1892—1970)                 | Вільна демократична партія               |
| 1957      |            | Ганс Штройлі (1892—1970)          | Вільна демократична партія               | 1         |                            | Томас Голенштайн (1896—1962)             | Християнсько-демократична народна партія |
| 1958      |            | Томас Голенштайн (1896—1962)      | Християнсько-демократична народна партія | 1         |                            | Поль Шоде (1904—1977)                    | Вільна демократична партія               |
| 1959      |            | Поль Шоде (1904—1977)             | Вільна демократична партія               | 1         |                            | Джузеппе Лепорі (1902—1968)              | Християнсько-демократична народна партія |
| 1960      |            | Макс Петіп'єр (1899—1994)         | Вільна демократична партія               | 3         |                            | Фрідріх Траугот Вален (1899—1985)        | Партія селян, ремісників та бюргерів     |
| 1961      |            | Фрідріх Траугот Вален (1899—1985) | Партія селян, ремісників та бюргерів     | 2         |                            | Поль Шоде (1904—1977)                    | Вільна демократична партія               |
| 1962      |            | Поль Шоде (1904—1977)             | Вільна демократична партія               | 2         |                            | Жан Бургкнехт (1902—1964)                | Християнсько-демократична народна партія |
| 1962      |            | Поль Шоде (1904—1977)             | Вільна демократична партія               | 2         | Віллі Шпюлер (1902—1990)   | Соціал-демократична партія               |                                          |
| 1963      |            | Віллі Шпюлер (1902—1990)          | Соціал-демократична партія               | 1         |                            | Людвіг фон Моос (1910—1990)              | Християнсько-демократична народна партія |
| 1964      |            | Людвіг фон Моос (1910—1990)       | Християнсько-демократична народна партія | 1         |                            | Ганс-Петер Чуді (1913—2002)              | Соціал-демократична партія               |
| 1965      |            | Ганс-Петер Чуді (1913—2002)       | Соціал-демократична партія               | 1         |                            | Ганс Шаффнер (1908—2004)                 | Вільна демократична партія               |
| 1966      |            | Ганс Шаффнер (1908—2004)          | Вільна демократична партія               | 1         |                            | Роже Бонвен (1907—1982)                  | Християнсько-демократична народна партія |
| 1967      |            | Роже Бонвен (1907—1982)           | Християнсько-демократична народна партія | 1         |                            | Віллі Шпюлер (1902—1990)                 | Соціал-демократична партія               |
| 1968      |            | Віллі Шпюлер (1902—1990)          | Соціал-демократична партія               | 2         |                            | Людвіг фон Моос (1910—1990)              | Християнсько-демократична народна партія |
| 1969      |            | Людвіг фон Моос (1910—1990)       | Християнсько-демократична народна партія | 2         |                            | Ганс-Петер Чуді (1913—2002)              | Соціал-демократична партія               |
| 1970      |            | Ганс-Петер Чуді (1913—2002)       | Соціал-демократична партія               | 2         |                            | Рудольф Ґнеґі (1917—1985)                | Партія селян, ремісників та бюргерів     |
| 1971      |            | Рудольф Ґнеґі (1917—1985)         | Народна партія                           | 1         |                            | Нелло Челіо (1914—1995)                  | Вільна демократична партія               |
| 1972      |            | Нелло Челіо (1914—1995)           | Вільна демократична партія               | 1         |                            | Роже Бонвен (1907—1982)                  | Християнсько-демократична народна партія |
| 1973      |            | Роже Бонвен (1907—1982)           | Християнсько-демократична народна партія | 1         |                            | Ернст Бруггер (1914—1998)                | Вільна демократична партія               |
| 1974      |            | Ернст Бруггер (1914—1998)         | Вільна демократична партія               | 1         |                            | П'єр Ґрабер (1908—2003)                  | Соціал-демократична партія               |
| 1975      |            | П'єр Ґрабер (1908—2003)           | Соціал-демократична партія               | 1         |                            | Рудольф Ґнеґі (1917—1985)                | Народна партія                           |
| 1976      |            | Рудольф Ґнеґі (1917—1985)         | Народна партія                           | 2         |                            | Курт Фурґлер (1924—2008)                 | Християнсько-демократична народна партія |
| 1977      |            | Курт Фурґлер (1924—2008)          | Християнсько-демократична народна партія | 1         |                            | Віллі Річард (1918—1983)                 | Соціал-демократична партія               |
| 1978      |            | Віллі Річард (1918—1983)          | Соціал-демократична партія               | 1         |                            | Ганс Гюрліманн (1918—1994)               | Християнсько-демократична народна партія |
| 1979      |            | Ганс Гюрліманн (1918—1994)        | Християнсько-демократична народна партія | 1         |                            | Жорж-Андре Шевалла (1915—2002)           | Вільна демократична партія               |
| 1980      |            | Жорж-Андре Шевалла (1915—2002)    | Вільна демократична партія               | 1         |                            | Курт Фурґлер (1924—2008)                 | Християнсько-демократична народна партія |
| 1981      |            | Курт Фурґлер (1924—2008)          | Християнсько-демократична народна партія | 2         |                            | Фріц Гонеґґер (1917—1999)                | Вільна демократична партія               |
| 1982      |            | Фріц Гонеґґер (1917—1999)         | Вільна демократична партія               | 1         |                            | П'єр Обер (1927—2016)                    | Соціал-демократична партія               |
| 1983      |            | П'єр Обер (1927—2016)             | Соціал-демократична партія               | 1         |                            | Віллі Річард (1918—1983)                 | Соціал-демократична партія               |
| 1984      |            | Леон Шлумпф (1925—2012)           | Народна партія                           | 1         |                            | Курт Фурґлер (1924—2008)                 | Християнсько-демократична народна партія |
| 1985      |            | Курт Фурґлер (1924—2008)          | Християнсько-демократична народна партія | 3         |                            | Альфонс Еґлі (1924—2016)                 | Християнсько-демократична народна партія |
| 1986      |            | Альфонс Еґлі (1924—2016)          | Християнсько-демократична народна партія | 1         |                            | П'єр Обер (1927—2016)                    | Соціал-демократична партія               |
| 1987      |            | П'єр Обер (1927—2016)             | Соціал-демократична партія               | 2         |                            | Отто Штіх (1927—2012)                    | Соціал-демократична партія               |
| 1988      |            | Отто Штіх (1927—2012)             | Соціал-демократична партія               | 1         |                            | Жан-Паскаль Деламюра (1936—1998)         | Вільна демократична партія               |
| 1989      |            | Жан-Паскаль Деламюра (1936—1998)  | Вільна демократична партія               | 1         |                            | Елізабет Копп (1936—2023)                | Вільна демократична партія               |
| 1989      |            | Жан-Паскаль Деламюра (1936—1998)  | Вільна демократична партія               | 1         | Арнольд Коллер (1933—)     | Християнсько-демократична народна партія |                                          |
| 1990      |            | Арнольд Коллер (1933—)            | Християнсько-демократична народна партія | 1         |                            | Флавіо Котті (1939—2020)                 | Християнсько-демократична народна партія |
| 1991      |            | Флавіо Котті (1939—2020)          | Християнсько-демократична народна партія | 1         |                            | Рене Фельбер (1933—)                     | Соціал-демократична партія               |
| 1992      |            | Рене Фельбер (1933—)              | Соціал-демократична партія               | 1         |                            | Адольф Оґі (1942—)                       | Народна партія                           |
| 1993      |            | Адольф Оґі (1942—)                | Народна партія                           | 1         |                            | Отто Штіх (1927—2012)                    | Соціал-демократична партія               |
| 1994      |            | Отто Штіх (1927—2012)             | Соціал-демократична партія               | 2         |                            | Каспар Філліґер (1941—)                  | Вільна демократична партія               |
| 1995      |            | Каспар Філліґер (1941—)           | Вільна демократична партія               | 1         |                            | Жан-Паскаль Деламюра (1936—1998)         | Вільна демократична партія               |
| 1996      |            | Жан-Паскаль Деламюра (1936—1998)  | Вільна демократична партія               | 2         |                            | Арнольд Коллер (1933—)                   | Християнсько-демократична народна партія |
| 1997      |            | Арнольд Коллер (1933—)            | Християнсько-демократична народна партія | 2         |                            | Флавіо Котті (1939—2020)                 | Християнсько-демократична народна партія |
| 1998      |            | Флавіо Котті (1939—2020)          | Християнсько-демократична народна партія | 2         |                            | Рут Дрейфус (1940—)                      | Соціал-демократична партія               |
| 1999      |            | Рут Дрейфус (1940—)               | Соціал-демократична партія               | 1         |                            | Адольф Оґі (1942—)                       | Народна партія                           |
| 2000      |            | Адольф Оґі (1942—)                | Народна партія                           | 2         |                            | Моріц Лоєнберґер (1946—)                 | Соціал-демократична партія               |
| 2001      |            | Моріц Лоєнберґер (1946—)          | Соціал-демократична партія               | 1         |                            | Каспар Філліґер (1941—)                  | Вільна демократична партія               |
| 2002      |            | Каспар Філліґер (1941—)           | Вільна демократична партія               | 2         |                            | Паскаль Кушпен (1942—)                   | Вільна демократична партія               |
| 2003      |            | Паскаль Кушпен (1942—)            | Вільна демократична партія               | 1         |                            | Рут Мецлєр (1964—)                       | Християнсько-демократична народна партія |
| 2004      |            | Йозеф Дайсс (1946—)               | Християнсько-демократична народна партія | 1         |                            | Самуель Шмід (1947—)                     | Народна партія                           |
| 2005      |            | Самуель Шмід (1947—)              | Народна партія                           | 1         |                            | Моріц Лоєнберґер (1946—)                 | Соціал-демократична партія               |
| 2006      |            | Моріц Лоєнберґер (1946—)          | Соціал-демократична партія               | 2         |                            | Мішлін Кальмі-Ре (1945—)                 | Соціал-демократична партія               |
| 2007      |            | Мішлін Кальмі-Ре (1945—)          | Соціал-демократична партія               | 1         |                            | Паскаль Кушпен (1942—)                   | Вільна демократична партія               |
| 2008      |            | Паскаль Кушпен (1942—)            | Вільна демократична партія               | 2         |                            | Ганс-Рудольф Мерц (1942—)                | Вільна демократична партія               |
| 2009      |            | Ганс-Рудольф Мерц (1942—)         | Вільна демократична партія. Ліберали     | 1         |                            | Доріс Лойтгард (1963—)                   | Християнсько-демократична народна партія |
| 2010      |            | Доріс Лойтгард (1963—)            | Християнсько-демократична народна партія | 1         |                            | Моріц Лоєнберґер (1946—)                 | Соціал-демократична партія               |
| 2010      |            | Доріс Лойтгард (1963—)            | Християнсько-демократична народна партія | 1         | Мішлін Кальмі-Рей (1945—)  | Соціал-демократична партія               |                                          |
| 2011      |            | Мішлін Кальмі-Рей (1945—)         | Соціал-демократична партія               | 2         |                            | Евелін Відмер-Шлумпф (1956—)             | Консервативно-демократична партія        |
| 2012      |            | Евелін Відмер-Шлумпф (1956—)      | Консервативно-демократична партія        | 1         |                            | Улі Маурер (1950—)                       | Народна партія                           |
| 2013      |            | Улі Маурер (1950—)                | Народна партія                           | 1         |                            | Дідьє Буркгальтер (1960—)                | Вільна демократична партія. Ліберали     |
| 2014      |            | Дідьє Буркгальтер (1960—)         | Вільна демократична партія. Ліберали     | 1         |                            | Симонетта Соммаруга (1960—)              | Соціал-демократична партія               |
| 2015      |            | Симонетта Соммаруга (1960—)       | Соціал-демократична партія               | 1         |                            | Йоганн Шнайдер-Амманн (1952—)            | Вільна демократична партія. Ліберали     |
| 2016      |            | Йоганн Шнайдер-Амманн (1952—)     | Вільна демократична партія. Ліберали     | 1         |                            | Доріс Лойтгард (1963—)                   | Християнсько-демократична народна партія |
| 2017      |            | Доріс Лойтгард (1963—)            | Християнсько-демократична народна партія | 2         |                            | Ален Берсе (1972—)                       | Соціал-демократична партія               |
| 2018      |            | Ален Берсе (1972—)                | Соціал-демократична партія               | 1         |                            | Улі Маурер (1950—)                       | Народна партія                           |
| 2019      |            | Улі Маурер (1950—)                | Народна партія                           | 2         |                            | Симонетта Соммаруга (1960—)              | Соціал-демократична партія               |
| 2020      |            | Симонетта Соммаруга (1960—)       | Соціал-демократична партія               | 2         |                            | Гі Пармелен (1959—)                      | Народна партія                           |
| 2021      |            | Гі Пармелен (1959—)               | Народна партія                           | 1         |                            | Іньяціо Кассіс (1961—)                   | Вільна демократична партія. Ліберали     |
| 2022      |            | Іньяціо Кассіс (1961—)            | Вільна демократична партія. Ліберали     | 1         |                            | Ален Берсе (1972—)                       | Соціал-демократична партія               |
| 2023      |            | Ален Берсе (1972—)                | Соціал-демократична партія               | 2         |                            | Віола Амхерд (1962—)                     | Центр                                    |
| 2024      |            | Віола Амхерд (1962—)              | Центр                                    | 2         |                            | Карін Келлер-Зуттер (1963—)              | Вільна демократична партія. Ліберали     |
| 2025      |            | Карін Келлер-Зуттер (1963—)       | Вільна демократична партія. Ліберали     | 1         |                            | Гі Пармелен (1959—)                      | Народна партія                           |

## Статистика
| Партії                                               | Федеральні президенти |
| ---------------------------------------------------- | --------------------- |
| Вільна демократична партія                           | 107+1                 |
| Ліберальна партія                                    | 1                     |
| Християнсько-демократична народна партія             | 32                    |
| Народна партія, Партія селян, ремісників та бюргерів | 14                    |
| Соціал-демократична партія                           | 20                    |
| Консервативно-демократична партія                    | 1                     |
| Разом                                                | 175                   |

Нині у Вільній демократичній партії найбільше федеральних президентів і Йонас Фуррер — також перший президент в історії. Після заснування федеральної держави 1848 року минуло 47 років, поки Йозеф Цемп з католицьких консерваторів вперше зміг вступити на посаду як федеральний радник від іншої партії.
Рут Дрейфус стала першою жінкою-федеральним президентом 1999 року. Посаду після неї обіймали ще шість жінок: Мішлін Кальмі-Рей (2007, 2011), Доріс Лойтгард (2010, 2017), Евелін Відмер-Шлумпф (2012), Симонетта Соммаруга (2015, 2020), Віола Амхерд (2024) і Карін Келлер-Зуттер (2025).
18 федеральних радників ніколи не обіймали посаду федерального президента: Ульріх Оксенбайн, Стефано Франшині, Джованні Баттіста Піода, Жан-Жак Шалле-Венель, Віктор Руффі, Ежен Борель, Фрідолін Андерверт, Йозеф Антон Шобінгер, Луї Пер'є, Герман Йозеф Обрехт, Йозеф Ешер, Макс Вебер, Джузеппе Лепорі, Жан Буркнехт, Рудольф Фрідріх, Елізабет Копп, Рут Метцлер-Арнольд та Крістоф Блохер.
Четверо чинних федеральних радників досі не були федеральним президентом:  Альберт Рьості, Елізабет Бом-Шнайдер, Беат Янс та Мартін Пфістер.